# Paraibuna
Paraibuna est une municipalité brésilienne de l'État de São Paulo et la Microrégion de Paraibuna/Paraitinga.